# ژاک پوله
ژاک پوله (فرانسوی: Jacques Pollet‎؛ زادهٔ ۲ ژوئیهٔ ۱۹۲۲ در روبه، درگذشتهٔ ۱۶ اوت ۱۹۹۷ در پاریس) رانندهٔ مسابقات اتومبیل‌رانی فرمول یک اهل فرانسه بود که از فصل ۱۹۵۴ تا ۱۹۵۵ در مجموع در پنج گراند پری شرکت کرد، اما موفق به کسب هیچ امتیازی نشد.
پوله در ۱۶ اوت ۱۹۹۷ در پاریس درگذشت.